# Шубинский сельсовет (Нижегородская область)
Шубинский сельсовет — муниципальное образование в Сергачском районе Нижегородской области. Имеет статус сельского поселения. Административный центр — село Шубино.

## История
Статус и границы сельского поселения установлены Законом Нижегородской области от 15 июня 2004 года № 60-З «О наделении муниципальных образований — городов, рабочих посёлков и сельсоветов Нижегородской области статусом городского, сельского поселения».

## Население
| 2002 | 2010 | 2012 | 2013 | 2014 | 2015 | 2016 |
| ---- | ---- | ---- | ---- | ---- | ---- | ---- |
| 670  | ↘478 | ↘454 | ↘442 | ↘428 | ↘418 | ↘394 |
| 2017 | 2018 | 2019 | 2020 | 2021 |      |      |
| ↘378 | ↘354 | ↘341 | ↘325 | ↗338 |      |      |

## Состав сельского поселения
| № | Населённый пункт | Тип населённого пункта       | Население |
| - | ---------------- | ---------------------------- | --------- |
| 1 | Шубино           | село, административный центр | ↗338      |